# Christoph Thomas Scheffler

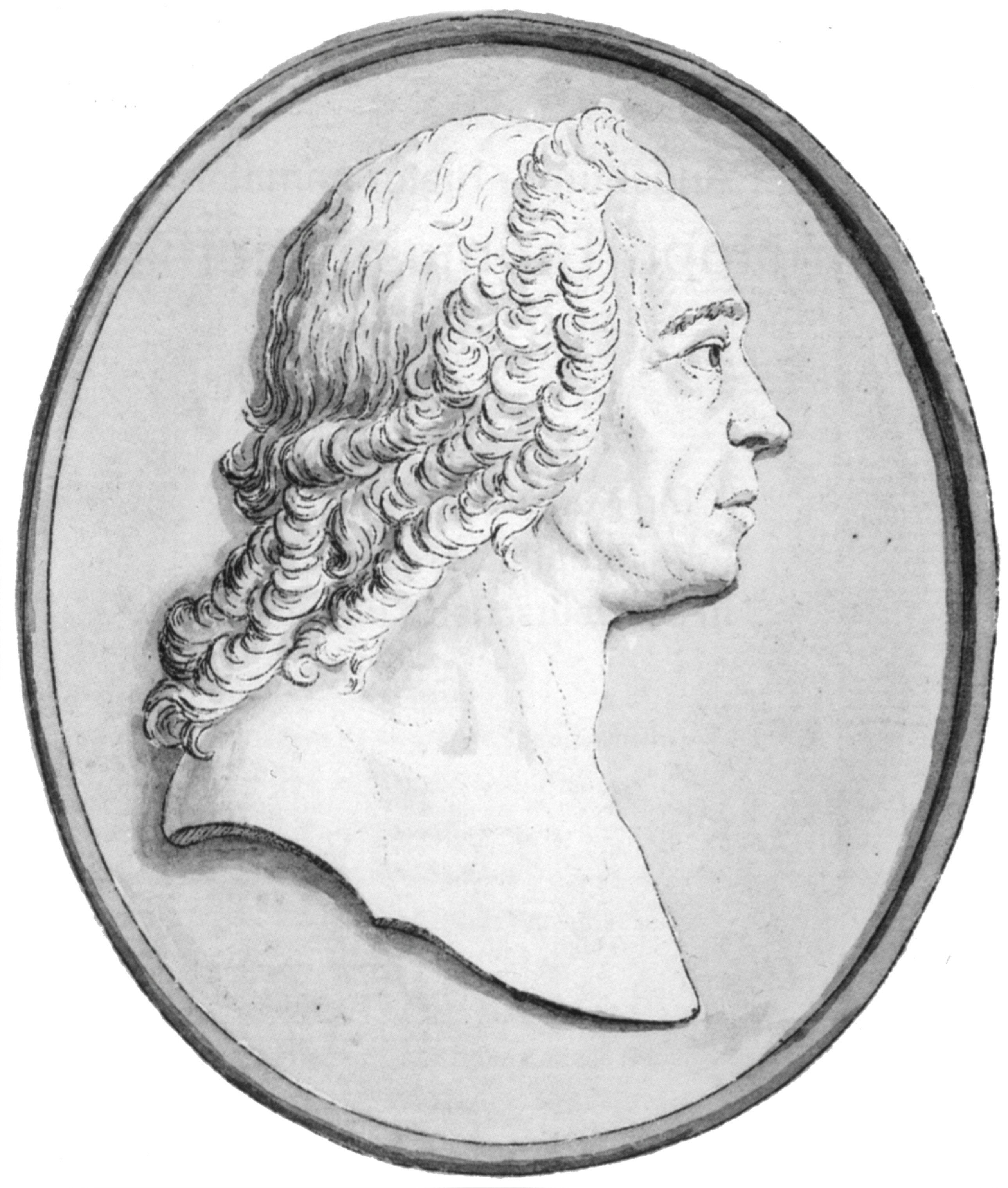
Christoph Thomas Scheffler (Federzeichnung von Georg C. Kilian nach einem Porträtrelief von Egid Verhelst, um 1745)

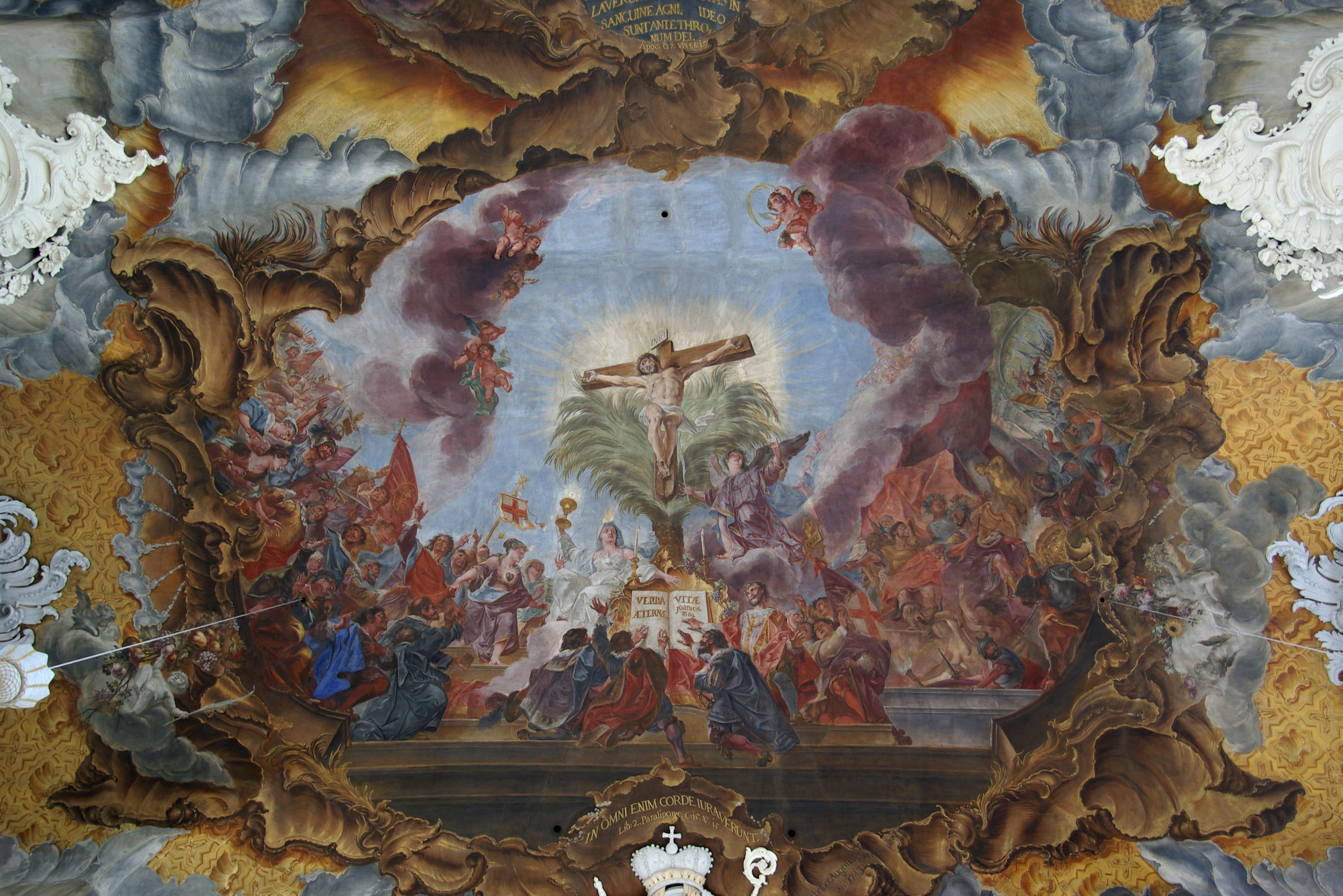
Fresko Kreuzigung in St. Paulin, Trier

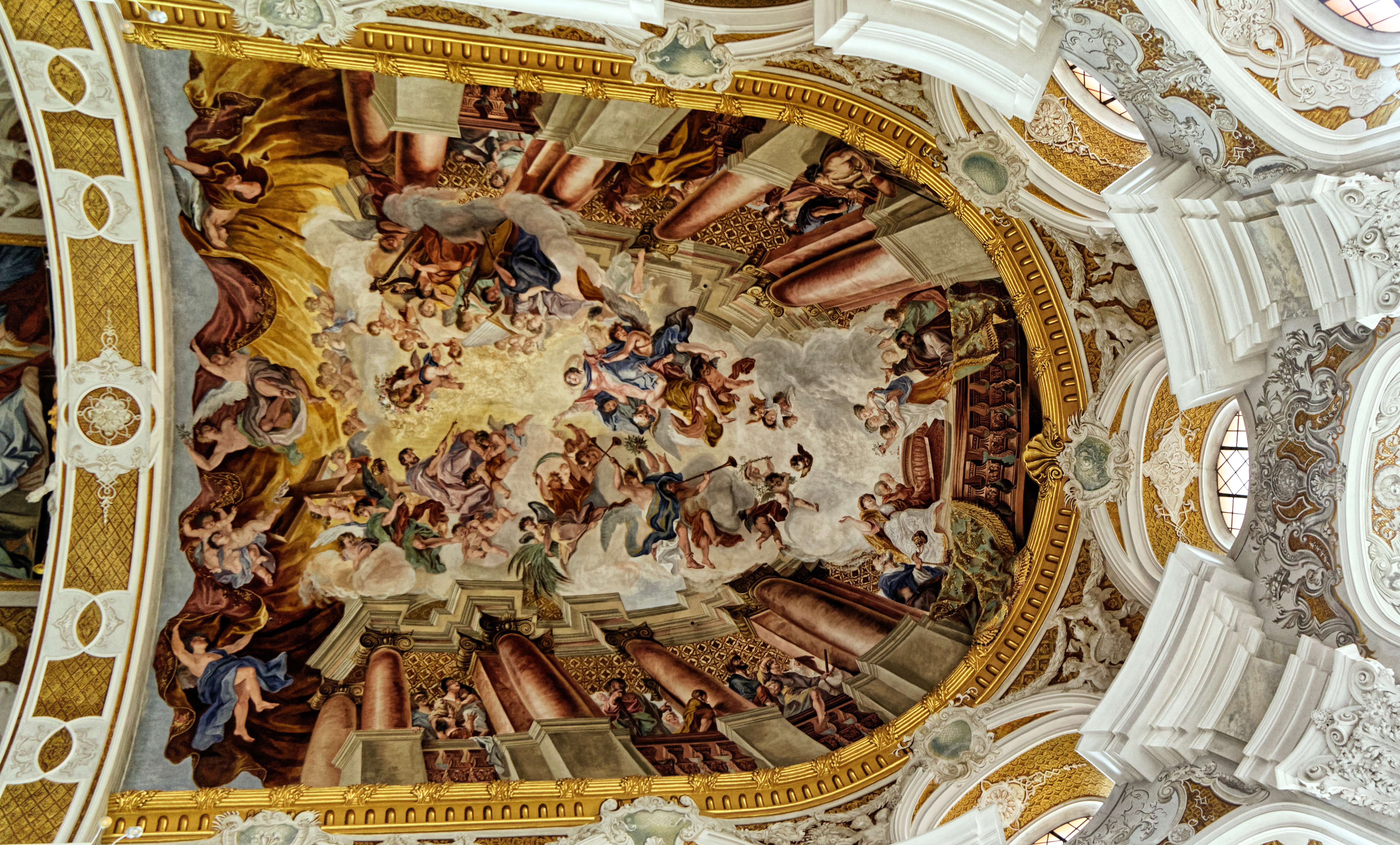
Deckengemälde „Aufnahme Mariens in den Himmel“ in der ehem. Jesuitenkirche in Ellwangen (Jagst), 1727

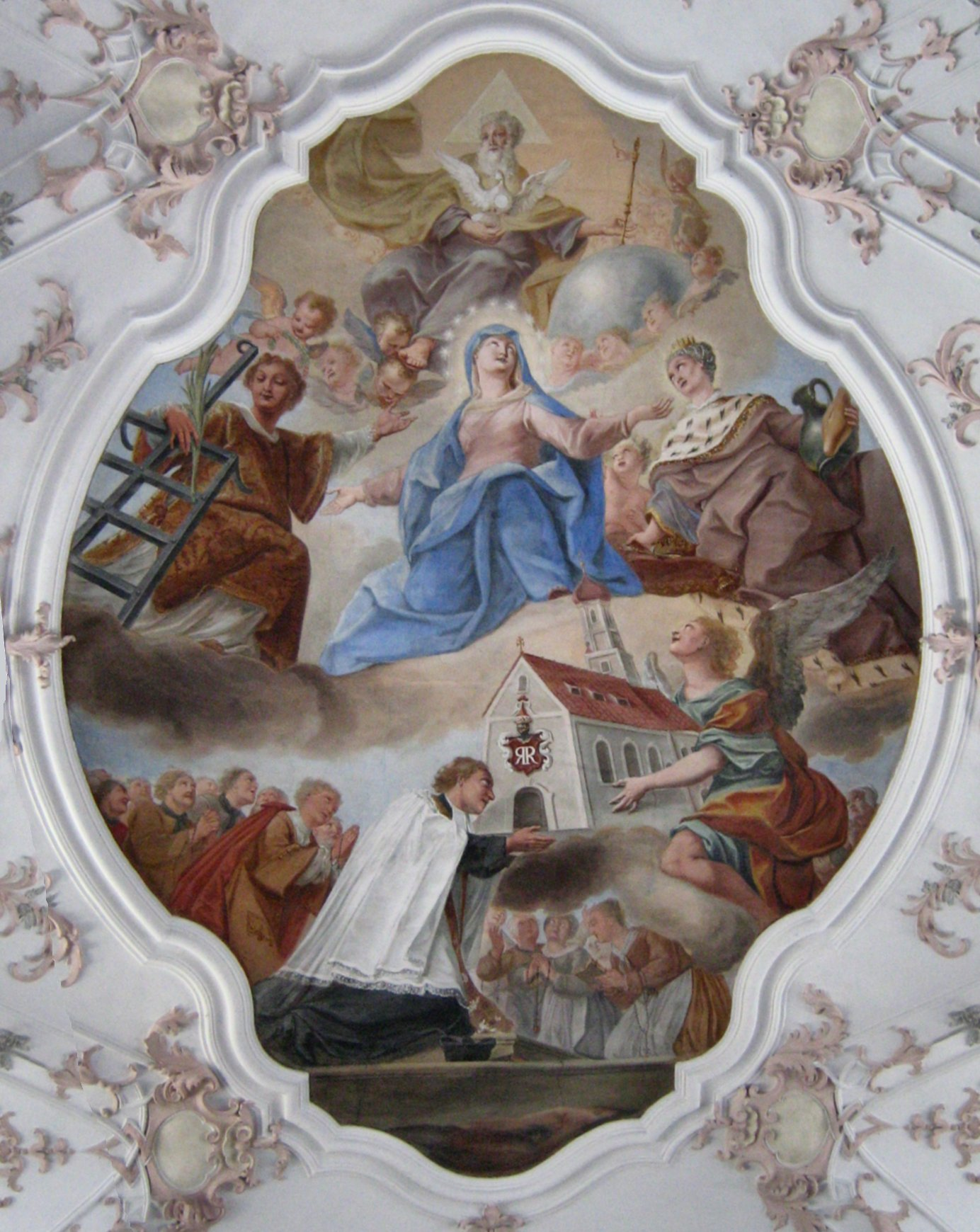
Chorfresko (Pfarrkirche Aulzhausen)

Christoph Thomas Scheffler (auch Schäffler; * 20. Dezember 1699 in Mainburg; † 25. Januar 1756 in Augsburg) war ein deutscher Maler des Barock und des Rokoko.

## Herkunft und Werdegang
Christoph Thomas Scheffler war einer von drei Söhnen des Malers Wolfgang Scheffler und Sabine N.N. Nach einer Ausbildung in der Werkstatt seines Vaters arbeitete er von 1719 bis 1722 als Malergeselle bei Cosmas Damian Asam, einem der beiden Brüder Asam. Im September 1722 trat er als Laienbruder in das Landsberger Jesuitenkolleg ein, das ihm vermutlich die ersten Aufträge vermittelte:
- Schloss ob Ellwangen: Fresken Treppenhaus und Fürstensaal (1725)
- Jesuitenkolleg Ingolstadt: Bassgeigenbilder für den Orbansaal. Porträts von Christoph Scheiner, Johann Baptist Cysat, Christoph Clavius und Athanasius Kircher. (1725)
- Ellwangen: Deckenbilder und mehrere Altargemälde für die Jesuitenkirche (1727)
- Dillingen, Studienkirche Mariä Himmelfahrt: Fresken (1751) und ein Seitenaltargemälde (1726–1728)

In Dillingen trat er am 17. April 1728 – wohl in der Absicht, sich als Maler selbständig zu machen – überraschend aus dem Orden aus.
Zusammen mit seinem Bruder Felix Anton Scheffler erhielt er 1729 vom Wormser Bischof Franz Ludwig von Pfalz-Neuburg, der zugleich Mainzer Kurfürst und Fürstbischof von Breslau sowie Hochmeister des Deutschen Ordens war, den Auftrag zur Freskierung des Treppenhauses und des Hauptsaals im Wormser Bischofshof. Auf dessen Empfehlung begaben sich beide Brüder 1730 nach Schlesien, um die Kreuzherrenkirche in Neisse auszumalen. Nach Abschluss der Arbeiten kehrte Christoph Thomas 1732 nach Augsburg zurück, wo er eine Malerwerkstatt gründete und sich 1738 mit Maria Regina Pelle vermählte, die ihm fünf Söhne gebar.
Bis etwa 1740 arbeitete Scheffler überwiegend an schwäbischen Kirchen (Unterliezheim 1733, Augsburg-St. Margareth 1735, St. Laurentius und Elisabeth in Aulzhausen, Dillingen 1737, Todtenweis, Witzighausen 1740, Muttergotteskapelle in Haunstetten 1742).

## Künstlerisches Gesamtwerk
Scheffler wurde stilistisch durch seine Jahre bei Cosmas Damian Asam geprägt. Er schuf zahlreiche Altargemälde und Stadtansichten. Durch seine Freskomalerei wurde er einer der wichtigsten Vertreter der schwäbischen Barockmalerei in der ersten Hälfte des 18. Jahrhunderts.
Bei seiner Malerei bevorzugte er – wohl wegen der Jahre, die er bei den Jesuiten verbrachte – religiöse Motive, denen häufig ein frommer und belehrender Stil zugrunde liegt. Seine Auftraggeber kamen überwiegend aus dem kirchlichen Bereich.
Obwohl Scheffler 1741 bei der Gestaltung der Grabeskirche der Grafen von Schönborn in Heusenstamm mit Balthasar Neumann zusammengearbeitet hatte, wollte Neumann ihn bei der Ausgestaltung des Würzburger Schlosses – vermutlich wegen Schefflers ausgeprägt religiöser Motive – nicht zu Rate ziehen.
Schefflers letzte Jahre waren von Krankheiten überschattet. Seine Werke signierte er meistens mit großem T und großem S.

## Weitere Werke (Auswahl)
- Aulzhausen: Fresken (1735) und Hochaltargemälde (1739) der Pfarrkirche St. Laurentius
- Heusenstamm: Fresken der Pfarrkirche St. Cäcilia (1741)
- Mainz: Deckenbilder der Kapelle der Deutschordenskommende (1736–1737; 1945 zerstört)
- Trier: Stiftskirche St. Paulin (1743)
- Ingolstadt, Kirche Maria Victoria: Ölgemälde (1752–1753)
- Regensburg: Fresken in der Stiftskirche zur Alten Kapelle (1752–1753)
- Landsberg am Lech: Fresken der Jesuitenkirche und Seitenaltargemälde (1753–1754)
- Türkenfeld: Pfarrkirche (1754)
- Ettal: Altargemälde Tod des hl. Benedikt in der Klosterkirche Mariä Himmelfahrt (1756; vollendet von Felix Anton Scheffler)